# Pik Lenin
Pik Lenin ali Vrh Ibn Sina (Avicenna) (kirgiško Ленин Чокусу, latinizirano: Lenin Choqusu, لەنىن چوقۇسۇ; rusko Пик Ленина, latinizirano: Pik Lenina; tadžiško қуллаи Ленин, latinizirano: qulla‘i Lenin/qullaji Lenin, preimenovan қуллаи Абӯалӣ ибни Сино, qulla‘i Abûalî ibni Sino v juliju 2006), se dviga 7134 metrov visoko v regiji Gorno-Badahšan (GBAO) na meji med Kirgizistanom in Tadžikistanom in je druga najvišja točka obeh držav. Velja za enega manj tehničnih sedemtisočakov na svetu za plezanje in ima daleč največ vzponov med vsemi sedemtisočaki ali višjimi vrhovi na Zemlji, pri čemer vsako leto vidimo na stotine alpinistov, ki se odpravijo na vrh. Pik Lenin je najvišja gora pogorja Trans-Alaj v Srednji Aziji, v gorovju Pamir v Tadžikistanu pa ga presega le Ismoil Somoni (7495 m). Do leta 1933 je veljal za najvišjo točko Pamirja v Tadžikistanu, ko so se povzpeli na vrh Ismoil Somoni (takrat znan kot Stalinov vrh) in ugotovili, da je več kot 300 metrov višji. Dve gori v Pamirju na Kitajskem, Kongur Tag (7649 m) in Muztag Ata (7546 m), sta višji od tadžikistanskih vrhov.

## Imena
Pik Lenin je bil prvotno imenovan Kaufmann po Konstantinu Kaufmanu, prvem generalnem guvernerju ruskega Turkestana. Leta 1928 so goro preimenovali v Pik Lenin (Leninov vrh) po ruskem revolucionarju in prvem voditelju Sovjetske zveze Vladimirju Leninu. V Tadžikistanu so vrh ponovno preimenovali julija 2006 in danes se uradno imenuje v tadžiščini Qullai Abuali ibni Sino (қуллаи Абӯалӣ ибни Сино, pik Ibn Sina ali drugače, Pik Avicenna) po Abu Ali ibn Sini (Avicenna).
V Kirgizistanu se vrh še vedno uradno imenuje Lenin Chokusu (Ленин Чокусу, Pik Lenin). Vendar pa je oktobra 2017 kirgiški predsednik Almazbek Atambajev pozval k preimenovanju vrha v Pik Manas po junaku Epa o Manasu. V Kirgizistanu že obstaja vrh z imenom Pik Manas; je 4488 metrov visoka gora v območju Talas Alatau v regiji Talas.
Lokalna kirgiška imena vključujejo Džel-Aidar ('Bog vetra') in Ačik-Taš ('Odprta skala'). Ačik-Taš je tudi ime planote in baznega tabora na nadmorski višini 3600 m na priljubljeni severni plezalni poti do Pik Lenina, ki se začne v južnem kirgiškem mestu Oš, dan vožnje severno od meje. Drugo predlagano lokalno ime, Pik Kaman ('divji prašič', 'merjasec') verjetno pripada uradno neimenovanemu vrhu zahodno od Pik Lenina.

## Zgodovina plezanja in poti
Začetno raziskovanje tega dela Srednje Azije se je zgodilo v obdobju 1774–1782. Verjetno je prvo zabeleženo potovanje skozi regijo neprostovoljno potovanje sužnja Filippa Efremova (etničnega Rusa), ki je pobegnil iz suženjstva v Buhari. Prečkal je Fergansko dolino, nato preko Oša, prelaza Čigirik in Terekdavan dosegel Kašgar in končno prišel čez Karakorum. Bil je prvi Evropejec, ki je prečkal gorovje Alaj.
Znanstvene odprave v Alajsko gorovje so se začele leta 1871, ko je Aleksej Pavlovič Fedčenko odkril Trans-Alaj (Zaalajskij) pogorje in njegov glavni vrh. Prva geografska odprava, ki se je v začetku 20. stoletja najbolj približala vznožju bodočega Pik Lenina, je bila verjetno odprava Nikolaja Leopoldoviča Korženjevskega.
Septembra 1928 so trije alpinisti – Nemca Eugen Allwein in Karl Wien ter Avstrijec Erwin Schneider — iz sovjetsko-nemške znanstvene odprave prvič poskusili doseči najvišjo točko Transalajskega pogorja, ki se je takrat imenovala Kaufmanov vrh. Začela sta plezati gorvodno od reke Saukdara vzdolž južnega pobočja Trans-Alaja. Od izvira reke so nadaljevali z vzponom vzdolž ledenika Saukdara proti sedlu na nadmorski višini 5820 m (to sedlo je znano tudi kot prelaz Krilenko). 25. septembra 1928 sta začela plezati s sedla po SV grebenu in ob 15.30 dosegla vrh. Takrat je bil Kaufmanov vrh najvišji dosežen vrh na svetu. Schneider je sam podrl ta rekord dve leti pozneje, ko se je prvič povzpel na Jongsong.
Istega leta (1928) je bil naziv Pik Lenin prvič uporabljen za najvišjo točko Trans-Alajskega pogorja. Ko so ga preimenovali po Leninu, je veljal za najvišjo točko v ZSSR.
8. septembra 1934 ob 16.20 so Kasian Černuha, Vitali Abalakov in Ivan Lukin, trije člani sovjetske odprave, dosegli vrh na nadmorski višini 7134 metrov. Njihov poskus je trajal štiri dni s tremi tabori (5700 m, 6500 m in 7000 m). Odprava se je začela vzpenjati iz kanjona Ačik-Taš v dolini Alaj. Sam poskus vrha se je začel vzdolž zahodnega ledenega pobočja Leninovega ledenika. Plezanje sta nadaljevala po severni steni, mimo skal, ki so jih kasneje poimenovali Lipkinove skale. Ob koncu drugega dne so dosegli vrh SV grebena na višini okoli 6500 m. V naslednjem dnevu in pol sta plezala po SV grebenu in popolnoma izčrpana dosegla vrh.
Tretji vzpon je bil tri leta pozneje, leta 1937, ko je osem sovjetskih plezalcev pod vodstvom Leva Barhaša po isti poti doseglo vrh. To je bilo na začetku množične politične represije v Sovjetski zvezi in mnogi najbolj vidni sovjetski plezalci, vključno z Levom Barhašem, so bili privedeni pred sodišče.
Poznejši poskusi vzpona na Pik Lenin so se lahko začeli šele leta 1950, ko je ZSSR začela okrevati po drugi svetovni vojni. 14. avgusta 1950 je dvanajst plezalcev (V. Aksenov, K, Zaporojčenko, Y. Izrael, V. Kovalev, A. Kormšikov, Y. Maslov, E. Nagel, V. Nariškin, V. Nikonov, V. Nozdrjuhin, I. Rojkov) pod vodstvom Vladimirja Raceka že četrtič stopilo na vrh.
Vse tri sovjetske odprave, vključno z Račecovo odpravo leta 1950, so bile po skoraj isti poti preko SV grebena.
Smer, ki je danes znana kot klasična smer, prek vrha Razdelnaja in SZ grebena, je leta 1954 prva preplezala ekipa sovjetskih plezalcev pod vodstvom V. Kovalev (P. Karpov, E. Nagel, V. Narishkin, V. Nozdryuhin).
Leta 1960 je skupina osmih sovjetskih plezalcev uspešno preplezala severno steno (15. avgusta 1960).
Vzpostavljenih je 16 smeri, devet na južni strani in sedem na severnih pobočjih. Vrh je zaradi lahkega dostopa in nekaterih nezahtevnih smeri zelo priljubljen med plezalci. Vendar vrh ni brez deleža katastrof.
Avgusta 1974 je celotna ekipa osmih ruskih plezalk umrla visoko na gori v neurju. Elvira Szatajeva je vzdrževala radijsko zvezo z baznim taborom, medtem ko so njeni soplezalci umirali okoli nje. V svojih zadnjih besedah je rekla: »Zdaj sem sama, ostalo mi je le še nekaj minut življenja. Se vidimo v večnosti.«
Prvi hitri vzpon na Pik Lenin je bil opravljen leta 1987. Ekipo, ki jo je vodil Valery Khričtčatji, so sestavljali G. Lunjakov, Z. Khalitov, Anatoli Boukreev, V. Suviga, Y. Moiseev in A. Celisčev. Vzpon od začetka baznega tabora ABC (4400 m) do vrha in vrnitev v bazni tabor ABC je trajal 12 ur.
Pod vodstvom Leonida Troščinenka je ekipa, sestavljena iz 19 alpinistov iz Leningrada in treh iz Kazahstana, opravila prvi zimski vzpon na vrh Lenin leta 1988. Pri temperaturah, ki so se gibale pri -45 °C, je vrh doseglo le šest moških: med njimi Valerij Khričtčatji, Baliberdin, S. Arsentiev, U. Moiseev, I. Tulaiev in V. Dedi.
Leta 1987 je veliki alpinist Anatolij Boukreev uspel prvi solo vzpon.
Leta 1990 je snežni plaz, ki ga je sprožil potres, ubil 43 plezalcev.
Glede na obstoječo infrastrukturo in lego BC/ABC so trenutno s severa najbolj atraktivne tri smeri (približno prikazane na shemi): Lipkinova skalna pot in SV greben; klasična smer preko severne stene; pot prek vrha Razdelnaya in SZ grebena.
Gora je eden od petih sedemtisočakov, ki so na ozemlju nekdanje ZSSR. Red snežnega leoparda prejmejo alpinisti, ki so osvojili vseh pet vrhov.